# سيشومارو
سيشومارو (بالإنجليزية: Sesshomaru)‏ هي شخصية خيالية من أنمي إينوياشا. وهو أخ إينوياشا الأكبر غير الشقيق، وهو كلب شيطاني على خلاف إينوياشا نصف الشيطان، وهو قوي جداً، وعلى عكس بقية الشياطين، لا يبالي سيشومارو بالجوهرة المقدسة، ولايبالي بالبشر.

## ظهور الشخصية
ظهر سيشومارو للمرة الأولى باحثاً عن سيف يدعى تيتسايجا المصنوع من ناب والده (إينو نو تايشو)، والذي أعطى نابه لصانع سيوف شهير (توتوساي)؛ ليصنع سيف يحمي ابنه الهجين إينوياشا. وهذا السيف لديه قدرة على قتل مئة شيطان بضربة واحدة، ولكن (إينو نو تايشو) قد ترك تيتسايجا لإينوياشا بينما ورث سيشومارو سيف يدعى تنسيغا من والده، وهو سيف لا يؤذي الأحياء بل يمكنه إعادة الأموات إلى الحياة.  
اعتبر سيشومارو تنسيغا سيفاً لا فائدة منه وأراد الحصول على تيتسايجا ولذلك قاتل إينوياشا مرات عديدة؛ ليأخذ السيف منه، كما يمتلك سيشومارو خادم يدعى (جاكن).  
عندما قاتل سيشومارو إينويشا ساعيا الحصول على السيف، انتهى النزال بينهما بخسارة سيشومارو، حيث قام إينوياشا بقطع يده بواسطة تيتسيجا ثم ينسحب سيشومارو وينتهي به الأمر في غابة كثيفة، وفي تلك اللحظة، التقى فتاة صغيرة تدعى (رين)، قامت رين بإعطاء سيشو مارو البعض من الطعام لكنها لا تعلم أن الشياطين لا تأكل ما يأكله البشر، من ثم ينتهي الأمر برين محاصرة من طرف ذئاب، فتهاجم الفتاة لتتركها ميتة ليأتي سيشو مارو بعد ذالك ليقوم بإحياء رين بواسطة سيفة تنسيغا، وتلك أول مرة يساعد فيها سيشومارو بشريًا. 

## وصلات خارجية
- سيشومارو على موقع ميوزك برينز (الإنجليزية)